# Gouvernement PW Botha
Régime parlementaire
Gouvernement Vorster Gouvernement PW Botha I
Le gouvernement PW Botha désigne les membres du gouvernement sud-africain dirigé par le Premier ministre puis président de la République Pieter Botha entre le 9 octobre 1978 et le 15 août 1989, période durant laquelle il a dirigé 3 gouvernements : 

- le premier gouvernement ( Vorster III) du 9 octobre 1978 au  29 avril 1981 : Constitué à l'origine le 30 novembre 1977 par son prédécesseur John Vorster et plusieurs fois réajusté, il a été fortement remanié le 7 octobre 1980

- le deuxième gouvernement Botha (Botha I) du 29 avril 1981 au 26 mai 1987 : il fut fortement modifié par la présidentialisation des fonctions exécutives en 1984

- le troisième gouvernement Botha (Botha II) du 26 mai 1987 au 20 septembre 1989 : peu différent du gouvernement Botha I (dans sa version remaniée en 1984), il a été également présidé par Frederik de Klerk du 15 août au 20 septembre 1989.  

## Membres des gouvernements du Premier ministre PW Botha (1978-1984)
Régime parlementaire puis présidentiel
Gouvernement Vorster/Botha Gouvernement PW Botha II
| Ministère                                                                                                | Nom                                                                                      | Période                                      |
| --- | ---------------------------------------------------------------------------------------- | -------------------------------------------- |
| Affaires étrangères                                                                                      | Pik Botha                                                                                | 1978-1984                                    |
| Finances                                                                                                 | Owen Horwood                                                                             | 1978-1984                                    |
| Justice                                                                                                  | Jimmy Kruger Alwyn Schlebusch Kobie Coetsee                                              | 1978-1979 1979-1980 1980-1984                |
| Défense                                                                                                  | Pieter Botha Magnus Malan                                                                | 1978-1980 1980-1984                          |
| Intérieur                                                                                                | Alwyn Schlebusch Chris Heunis Frederik de Klerk                                          | 1978-1980 1980-1982 1982-1984                |
| Transports                                                                                               | Lourens Muller Chris Heunis Hendrik Schoeman                                             | 1978-1979 1979-1980 1980-1984                |
| Police et prisons Loi et ordre                                                                           | Jimmy Kruger Louis Le Grange                                                             | 1978-1979 1979-1984                          |
| Agriculture (+ pêche en 1980) Agriculture et pêche Agriculture Pêche                                     | Hendrik Schoeman Pietie du Plessis Jacob Johannes Greyling Wentzel Sarel Hayward         | 1978-1980 1980-1982 1982-1984                |
| Travail et main d'œuvre                                                                                  | Fanie Botha                                                                              | 1979-1983                                    |
| Éducation et formation                                                                                   | Ferdinand Hartzenberg Dawie de Villiers Daniel Steyn Barend du Plessis                   | 1979-1982 1982 1982-1983 1983-1984           |
| Travaux publics et Tourisme                                                                              | Louis Le Grange Andries Treurnicht                                                       | 1978-1979 1979-1980                          |
| Commerce, industrie et consommation Commerce, industrie et tourisme                                      | Schalk van der Merwe Dawie de Villiers                                                   | 1979-1980 1980-1984                          |
| Développement et relations plurielles Coopération et développement                                       | Piet Koornhof                                                                            | 1978-1979 1979-1984                          |
| Développement communautaire                                                                              | Marais Steyn Stephanus Francois Kotzé                                                    | 1978-1980 1980-1984                          |
| Développement constitutionnel                                                                            | Chris Heunis                                                                             | 1982-1984                                    |
| Statistiques Administration nationale et statistiques                                                    | Andries Treurnicht                                                                       | 1979-1982                                    |
| Eau et forêts                                                                                            | Abraham Raubenheimer                                                                     | 1978-1980                                    |
| Environnement et énergie (1978-1980) Environnement, eaux et forêts (1980-1984)                           | Chris Heunis Frederik de Klerk Abraham Raubenheimer Cornelis van der Merwe Sarel Hayward | 1978-1979 1979-1980 1980 1981-1982 1982-1984 |
| Mines (1978-1980) Mines et énergie (1980-1984)                                                           | Fanie Botha Frederik de Klerk Pietie du Plessis Daniel Steyn                             | 1978-1979 1979-1982 1982-1983 1983-1984      |
| Santé et des Affaires sociales Affaires sociales, de la santé et des pensions Santé et affaires sociales | Schalk van der Merwe Lourens Munnik Cornelis van der Merwe                               | 1978-1979 1980-1982 1982-1984                |
| Sports                                                                                                   | Frederik de Klerk Punt Janson                                                            | 1978-1979 1979-1980                          |
| Éducation nationale (comprenant le département des sports à partir de 1980)                              | Willem Cruywagen Punt Janson Gerrit Viljoen                                              | 1978-1979 1979-1980 1980-1984                |
| Postes et télégraphes                                                                                    | Frederik de Klerk Hennie Smit Lourens Munnik                                             | 1978-1979 1979-1982 1982-1984                |

## Membres du cabinet ministériel du président PW Botha (1984-1989)
Régime présidentiel
Gouvernement Botha I Gouvernement de Klerk
| Ministère | Nom                                        | Période             |
| --- | ------------------------------------------ | ------------------- |
| Affaires étrangères | Pik Botha                                  | 1984-1989           |
| Présidence, commission de l'administration et des services de radiodiffusion Présidence, administration et privatisations | Alwyn Schlebusch Dawie de Villiers         | 1986-1988 1988-1989 |
| Information, industrie du film et services de radiodiffusion (Présidence)                                                 | Stoffel van der Merwe                      | 1988-1989           |
| Finances | Barend du Plessis                          | 1984-1989           |
| Justice | Kobie Coetsee                              | 1984-1989           |
| Défense | Magnus Malan                               | 1984-1989           |
| Intérieur Intérieur et communication                                                                                      | Frederik de Klerk Stoffel Botha            | 1984-1985 1985-1989 |
| Transports | Hendrik S. Schoeman Eli van der Merwe Louw | 1984-1986 1986-1989 |
| Loi et ordre | Louis Le Grange Adriaan Vlok               | 1984-1986 1986-1989 |
| Agriculture | Jacob Johannes Greyling Wentzel            | 1984-1989           |
| Emploi | Pietie du Plessis                          | 1984-1989           |
| Éducation, coopération et aide au développement (éducation bantou)                                                        | Gerrit Viljoen                             | 1984-1989           |
| Éducation nationale | Frederik de Klerk                          | 1984-1989           |
| Mines et énergie | Daniel Steyn                               | 1984-1989           |
| Industrie, commerce Affaires économiques et technologies                                                                  | Dawie de villiers Daniel Steyn             | 1984-1986 1986-1989 |
| tourisme (Affaires économiques)                                                                                           | John Wiley Daniel Steyn                    | 1984-1986 1986-1989 |
| Développement constitutionnel et planification                                                                            | Chris Heunis Gene Louw                     | 1984-1989 1989      |
| Travaux publics et affaires foncières                                                                                     | Lourens Munnik Pietie du Plessis           | 1984-1986 1986-1989 |
| Environnement et eau | John Wiley Gert Kotzé                      | 1984-1986 1986-1988 |
| Santé nationale et Affaires sociales                                                                                      | Cornelis van der Merwe Willie van Niekerk  | 1984-1985 1985-1989 |
| Affaires indiennes | Amichand Rajbansi                          | 1984-1989           |
| Affaires métis | Allan Hendrickse                           | 1984-1989           |

Tous ces ministres, membres du cabinet, sont secondés par des secrétaires d'état qui ont le titre de vice-ministre.
Par ailleurs, en 1984, Amichand Rajbansi et Allan Hendrickse sont les premiers indiens et métis membres d'un cabinet sud-africain de toute l'histoire de l'Afrique du Sud.

## Membres des conseils ministériels des chambres du parlement (1984-1989)
À la suite de la mise en place du parlement tricaméral à l'entrée en vigueur de la constitution sud-africaine de 1983, les affaires relevant des intérêts particuliers de chaque chambre du parlement sont gérées par un conseil des ministres dans chacune de ces assemblées. Le cabinet ministériel de la chambre de l'assemblée (chambre des blancs) est présidé par un membre du gouvernement et les ministres du conseil de la chambre de l'assemblée directement nommés par le chef de l'état sud-africain. Les présidents du conseil des ministres de la chambre des représentants et de la chambre des délégués sont les présidents de ces deux chambres. Ils nomment les ministres de leur cabinet ministériel avec accord du chef du gouvernement.

### Ministres de la chambre de l'assemblée (chambre des Blancs)
| Présidents du conseil des ministres | Sarel Hayward Cornelis van der Merwe Sarel Hayward Frederik de Klerk | 1984 1984-1985 1985 1985-1989 |
| ----------------------------------- | -------------------------------------------------------------------- | ----------------------------- |

| Ministère                                                                                         | Nom                                                                                   | Période                                 |
| ------------------------------------------------------------------------------------------------- | ------------------------------------------------------------------------------------- | --------------------------------------- |
| Administration et services économiques consultatifs Budget et affaires sociales Budget et travail | Eli van der Merwe Louw Dawie de Villiers Kent Durr                                    | 1984-1986 1986-1988 1988-1989           |
| Santé et Affaires sociales Santé et bien-être                                                     | Cornelis van der Merwe George de Villiers Morrison Willie van Niekerk Piet Badenhorst | 1984-1985 1985-1986 1986-1988 1988-1989 |
| Administration locale, travaux et logement                                                        | Amie Venter                                                                           | 1984-1989                               |
| Éducation et culture                                                                              | Stoffel Botha Piet Clase                                                              | 1984-1985 1985-1989                     |
| Agriculture et approvisionnement en eau                                                           | Sarel Hayward Jacob Johannes Greyling Wentzel                                         | 1984-1986 1986-1989                     |

### Ministres de la chambre des représentants (chambre des métis/coloureds)
| Président du conseil des ministres | Allan Hendrickse | 1984-1989 |
| ---------------------------------- | ---------------- | --------- |

| Ministère                                                                 | Nom                             | Période             |
| ------------------------------------------------------------------------- | ------------------------------- | ------------------- |
| Éducation et culture                                                      | Carter Ebrahim Allan Hendrickse | 1984-1988 1988-1989 |
| Budget/Finances                                                           | Andrew Julies                   | 1984-1989           |
| Gouvernements locaux, logement et agriculture (chambre des représentants) | David Curry                     | 1984-1989           |
| Administration locale et logement                                         | David Curry                     | mars-septembre 1989 |
| Agriculture                                                               | Andrew Julies                   | mars-septembre 1989 |
| Santé et des Services sociaux                                             | Chris April                     | 1984-1989           |

### Ministres de la chambre des délégués (chambre des indiens/asiatiques)
| Président du conseil des ministres | Amichand Rajbansi Kassipershad Ramduth Jagaram Reddy | 1984-1989 janvier-mars 1989 mars-septembre 1989 |
| ---------------------------------- | ---------------------------------------------------- | ----------------------------------------------- |

| Ministère                                      | Nom                                             | Période                  |
| ---------------------------------------------- | ----------------------------------------------- | ------------------------ |
| Éducation et culture                           | Kassipershad Ramduth                            | 1984-1989                |
| Budget/Finances                                | Jagaram Reddy Ismail Kathrada                   | 1984-1987 1987-1989      |
| Gouvernements locaux, logements et agriculture | Baldeo Dookie Soobramoney Naicker Baldeo Dookie | 1984-1987 1987-1989 1989 |
| Santé et des Services sociaux                  | Ismail Kathrada Raman Bhana                     | 1984-1987 1987-1989      |

## Note lexicographique
1. ↑   Ali A. Mazrui, Cultural forces in world politics, p 146, James Currey Publisher, 1990 - 262 pages